# Мотал
Мотал (от арм. մոթալ), также Ехегнадзо́р (от арм. Եղեգնաձոր) — мягкий рассольный сыр бурдючного типа из козьего или овечьего молока, который изготавливается в странах Закавказья.
В 2011 году этот сыр попал в список «Ковчег вкуса», как один из находящийся на грани исчезновения аутентичных сельскохозяйственных и пищевых продуктов.

## Изготовление
Сыр мотал производится в небольших количествах Азербайджане и в Вайоцдзорской и Сюникской областях Армении в летнее время. При приготовлении в сырную массу добавляются стебли и листья горного тимьяна. Созревание длится в течение 3—4 месяцев, во время которых сырная масса выдерживается в прохладном месте в определённым образом изготовленных бурдюках из козьей или бараньей кожи. Во время выдержки бурдюки переворачиваются каждые 4—5 дней. После выдержки готовые бесформенные сырные головы весом 20—25 килограмм делят на более мелкие части весом по 0,5—1 килограмму и упаковывают в специальную тару.
Во время оценки сыра перед включением в список «Ковчег вкуса» в 2011 году, наряду с французским «Рокфором» и итальянским «Пармезаном», мотал был признан одним из самых высококачественных сыров.

## Описание
Сырные головки не имеют определённой формы, их вес изначально составляет 20—25 килограмм, однако впоследствии они разделяются на более мелкие куски весом около одного килограмма. Естественная или искусственная корка на сырных головках отсутствует. Сырная мякоть белого или бледно-жёлтого цвета имеет рассыпчатую структуру с вкраплениями специй, также может содержать небольшие комочки сырной массы. Жирность сыра составляет 35—40 %.
Сыр обладает солоноватым, слегка острым вкусом, а также ярко выраженным кисломолочным ароматом. Употребляется завёрнутым в лаваш, хорошо сочетается с луком, чесноком и базиликом, а также с сухими красными винами, в частности с кахетинскими.

## Упоминания в литературе
Упоминается в первой главе исторического романа «Раны Армении» армянского писателя Хачатура Абовяна.
Կարասներով կողակ, կճճներով պանիր ու ղավուրմա, աքաշներով զոխ, բոխ, ողորմակոթ, բղղներով եղ ու կարագ, մոթալներով պանիր,— ծո՜վ, ի՞նչ տուն։ 
Խաչատուր Աբովյան, Վերք Հայաստանի ― Գլուխ առաջին